# 2115 Irakli
2115 Irakli (1976 UD) là một tiểu hành tinh vành đai chính được phát hiện ngày 24 tháng 10 năm 1976 bởi Richard Martin West ở Đài thiên văn La Silla.